# Illa Campania
L'illa Campania és una illa de la costa nord de la Colúmbia Britànica, Canadà. Es troba al sud de Prince Rupert, a l'est d'Haida Gwaii de la qual està separada per l'estret d'Hecate. Al seu oest hi ha l'arxipèlag del Grup Estevan. L'illa Banks és al nord-oest i l'illa Pitt al nord. Al nord-est hi ha l'illa Gil i a l'est l'illa Princess Royal. Al sud hi ha l'illa Aristazabal.
L'illa fa 29 quilòmetres de llargada i una amplada d'entre 3 i 5 quilòmetres. Té una superfície de 127 km².
El 1792 l'explorador espanyol Jacinto Caamaño, que va explorar la regió a bord de la corbeta Aranzazu la va anomenar illa Compañia. Aquesta grafia va ser utilitzada als mapes fets per George Vancouver, però amb els anys l'ortografia va canviar a Campania.
El punt més alt de l'illa és el mont Pender, a 740 msnm.